# اینگمار یوهانسون
اینگمار یوهانسون (سوئدی: Ingemar Johansson؛ ۲۲ سپتامبر ۱۹۳۲ – ۳۰ ژانویهٔ ۲۰۰۹) یک بوکسور اهل سوئد بود.
از افتخارات وی می‌توان به کسب مدال نقره سنگین وزن بوکس در بازی‌های المپیک تابستانی ۱۹۵۲ اشاره کرد.